# Dendropsophus stingi
Dendropsophus stingi es una especie de anfibios de la familia Hylidae. Es endémica de Colombia.
Sus hábitats naturales incluyen praderas parcialmente inundadas, pantanos, marismas de agua dulce, corrientes intermitentes de agua, pastos y zonas previamente boscosas ahora muy degradadas.
El nombre de esta especie es un reconocimiento al músico Sting por su «esfuerzo y compromiso para salvar la selva húmeda».